# Spodoptera suffusa
Spodoptera suffusa är en fjärilsart som beskrevs av W. Warren 1911. Spodoptera suffusa ingår i släktet Spodoptera och familjen nattflyn. Inga underarter finns listade i Catalogue of Life.